# (8809) Roversimonaco
(8809) Roversimonaco (1981 WE1) – planetoida z pasa głównego asteroid okrążająca Słońce w ciągu 4,64 lat w średniej odległości 2,78 au. Odkryta 24 listopada 1981 roku.